# NGC 5371
NGC 5371 هي مجرة حلزونية تقع في كوكبة السلوقيان. NGC 5371 (الذي يبدو أيضا يعرف باسم NGC 5390) مجرة حلزونية ضلعية متناظرة تواجة الأرض Sbc تبعد مسافة 100 مليون سنة ضوئية. هذه المجرة أكبر مجرة في مجموعة مجرات هيكسون-68 . اكتشفت NGC 5371 في (14 يناير 1788) من قبل ويليام هيرشيل.

## وصلات خارجية
- NGC 5371 على موقع ويكي سكاي: DSS2, SDSS, GALEX, IRAS, Hydrogen α, X-Ray, Astrophoto, Sky Map, Articles and images